# Mitt hjärta ständigt sjunger
Mitt hjärta ständigt sjunger är en finsk psalm,på finska "Ei laulamasta lakkaa".. Texten till psalmen är skriven av Antti Wilén 1856 (vers 1) och Juho Railio 1920 (vers 2).  Psalmen är översatt till svenska av Mikael Nyberg 1920. Psalmen är publicerad i flera finska väckelserörelsernas sångböcker samt i Finlands evangelisk-lutherska kyrkans finsk- och svenskspråkiga psalmböcker.
- Nr 336 i Andliga Sånge och Psalmer, utg. av Finska Missionssällskapet, under rubrik "Tacksägelse och lovsång"[3]
- Nr 300 i den finlandssvenska psalmboken (1986) under rubrik "Glädje och tacksamhet)
- Nr 337 i Finlands ev. luth. kyrkas finska psalmbok "Virsikirja" (1986) under rubrik "Kiitos ja ylistys"